# Gennaro Marchese
Gennaro Marchese (Frattamaggiore, 1918 – Napoli, 22 dicembre 1993) è stato un arbitro di calcio italiano.

## Carriera sui campi
Divenuto arbitro nel 1944, compie a grandi passi la scalata nella carriera arbitrale, riuscendo a debuttare in Serie A sei anni più tardi in occasione della partita Lazio-Triestina (2-0, 26 novembre 1950).
Nel 1958 arriva la nomina a direttore di gara internazionale e nell'ambito di tale attività Gennaro viene convocato come guardalinee in vista del torneo calcistico all'Olimpiade di Roma nel 1960.
In ambito nazionale, nel 1958, il suo anno migliore, dirige anche la finale di Coppa Italia tra Lazio e Fiorentina e a fine stagione è decorato con il prestigioso Premio Giovanni Mauro.
Nel 1964 smette di arbitrare con un bilancio complessivo di 110 partite dirette in Serie B e di 163 direzioni di gara in Serie A.

## Carriera dirigenziale
Collocatosi dietro la scrivania, ricopre incarichi rilevanti: nel 1966 è Presidente della Sezione AIA di Napoli; nel 1967 è presidente del Comitato Regionale Arbitri della Campania e successivamente assume l'incarico di capo della Commissione Arbitri per i campionati Semi Professionistici. Tra la fine degli anni Settanta e l'inizio degli anni Ottanta è prima nominato vicepresidente dell'AIA guidata da Giulio Campanati e successivamente diventa vice di Cesare Gussoni nella CAN A e B.
Muore a Napoli nel 1993 all'età di 75 anni a causa di un male incurabile. Tra i suoi allievi più talentuosi si ricorda l'ex arbitro internazionale Arcangelo Pezzella.